# Zane Richards
Zane Raye Rhodes Richards (4 de febrero de 1994) es un deportista estadounidense que compite en lucha libre. En los Juegos Panamericanos de 2023 obtuvo una medalla de oro en la categoría de 57 kg.

## Palmarés internacional
| Juegos Panamericanos | Juegos Panamericanos | Juegos Panamericanos | Juegos Panamericanos |
| Año                  | Lugar                | Medalla              | Categoría            |
| -------------------- | -------------------- | -------------------- | -------------------- |
| 2023                 | Santiago (Chile)     | Medalla de oro       | 57 kg                |